# Бокс (Оклахома)
Бокс (енгл. Box) насељено је место без административног статуса у америчкој савезној држави Оклахома.

## Демографија
По попису из 2010. године број становника је 224.
| Група             | 2000.    | 2010.       |
| Белци             | 0 (0,0%) | 108 (48,2%) |
| Афроамериканци    | 0 (0,0%) | 0 (0,0%)    |
| Азијати           | 0 (0,0%) | 8 (3,6%)    |
| Хиспаноамериканци | 0 (0,0%) | 5 (2,2%)    |
| Укупно            | 0        | 224         |